# Otto Lowien
Otto Lowien (Lebensdaten unbekannt) war ein deutscher Fußballspieler.

## Karriere

### Vereine
Lowien, Stürmer des SV Prussia-Samland Königsberg, bestritt in den vom Baltischen Rasen- und Wintersport-Verband organisierten Meisterschaften Punktspiele.
Aufgrund des regionalen Meistertitels war sein Verein auch in der Endrunde um die Deutsche Meisterschaft vertreten. Sein Debüt gab er am 10. April 1910 auf dem Königsberger Walter-Simon-Sportplatz bei der 1:5-Niederlage in der Ausscheidungsrunde gegen den Rixdorfer FC Tasmania 1900.
Am 13. April 1913 bestritt er  in Berlin beim BTuFC Viktoria 89 das mit 1:6 verlorene, wie auch das am 3. Mai 1914 auf dem Königsberger Walter-Simon-Sportplatz mit 1:4 jeweils verlorene Viertelfinale in der Endrunde um die Deutsche Meisterschaft gegen den VfB Leipzig.